# Önmegtagadás
Az önmegtagadás elsősorban vallási kifejezés, amely annyit jelent, hogy az ember tudatosan lemond vágyai és kívánságai kielégítéséről, azért hogy életét egy magasabb rendű cél megvalósításának szentelje.
A kereszténységben az önmegtagadás szó olyan döntésszituációra utal, amely a Jézus követésére szólító hívás meghallásából következik. Ebben a helyzetben az ember választás előtt áll: a hívás ellenére kitartson-e saját szubjektív boldogságigénye mellett, vagy Isten szavának engedelmeskedjen (kinyilatkoztatás, lelkiismeret).

## A Bibliában
Ekkor monda Jézus az ő tanítványainak: Ha valaki jönni akar én utánam, tagadja meg magát és vegye fel az ő keresztjét, és kövessen engem... Mert mit használ az embernek, ha az egész világot megnyeri is, de az ő lelkében elkárhozik ? 
Jézus követése önmegtagadással jár: az önző kívánságok elhagyásával és Isten akaratának cselekedetével. A Jézust követő ember elveti önző vágyait és a nagyra törést és ha kell, két kézzel adja oda mindenét önként. A saját kívánságainak kielégítése helyett Isten országát építi és életét az emberek szolgálatára és megmentésére teszi fel. Jézust azt várja a követőitől, hogy váljanak teljesen szabaddá emberi egójuktól, hasonlóan ahhoz az emberhez, aki kész meghalni, mert már minden világi dologtól elszakadt. A hívőnek magába kell fogadnia Jézus Krisztust, vele együtt át kell élnie a lemondást, részt kell vállalnia az ő munkájában, hogy Pál apostollal együtt elmondhassa:
„Élek pedig többé nem én, hanem Krisztus él énbennem”.
Az első keresztények egész élete az önmegtagadás volt. Önként lemondtak a vagyonukról, a házaséletről, a kívánságaikról. Életüket az egyszerűség, az áhítat, a rendszeres böjt és imádkozások, az önzetlen szolgálat; Jézus életének követése és önfeláldozó halálának megváltásként való hirdetése jellemezte. 

## Hinduizmus
A hinduizmusban a tapasz önmegtagadást, önfegyelmet jelent, amely a létforgatagból való megszabadulás (móksa) eléréséhez segít hozzá. A nijama és jama etikai előírásainak további, az önmegtagadást érintő részei pedig a következők: aparigraha (az anyagiakról való lemondás), szantósa (megelégedettség a külső körülményekkel), szvádhjája (öntanulmányozás és önnevelés a szent iratok tanulmányozása által) és Iśvara-praṇidhāna (Isten iránti teljes odaadás).

## Dzsainizmus
A dzsainizmusban az öt fogadalom az önmegtagadás törvényével egyenlő: 
- ahinszá (nem-ártás),
- aszatja-tjága (igazmondás, ld. még szatja),
- asztéja (a tulajdon tisztelete, az egyéni érdekek érvényre juttatásának kiiktatása),
- aparigraha (nincstelenség; nem-kötődés sem emberekhez, sem tárgyakhoz),
- brahmacsarja (önmegtartóztatás).